# Geschützter Landschaftsbestandteil Kleingewässer Tiefendorfer Straße

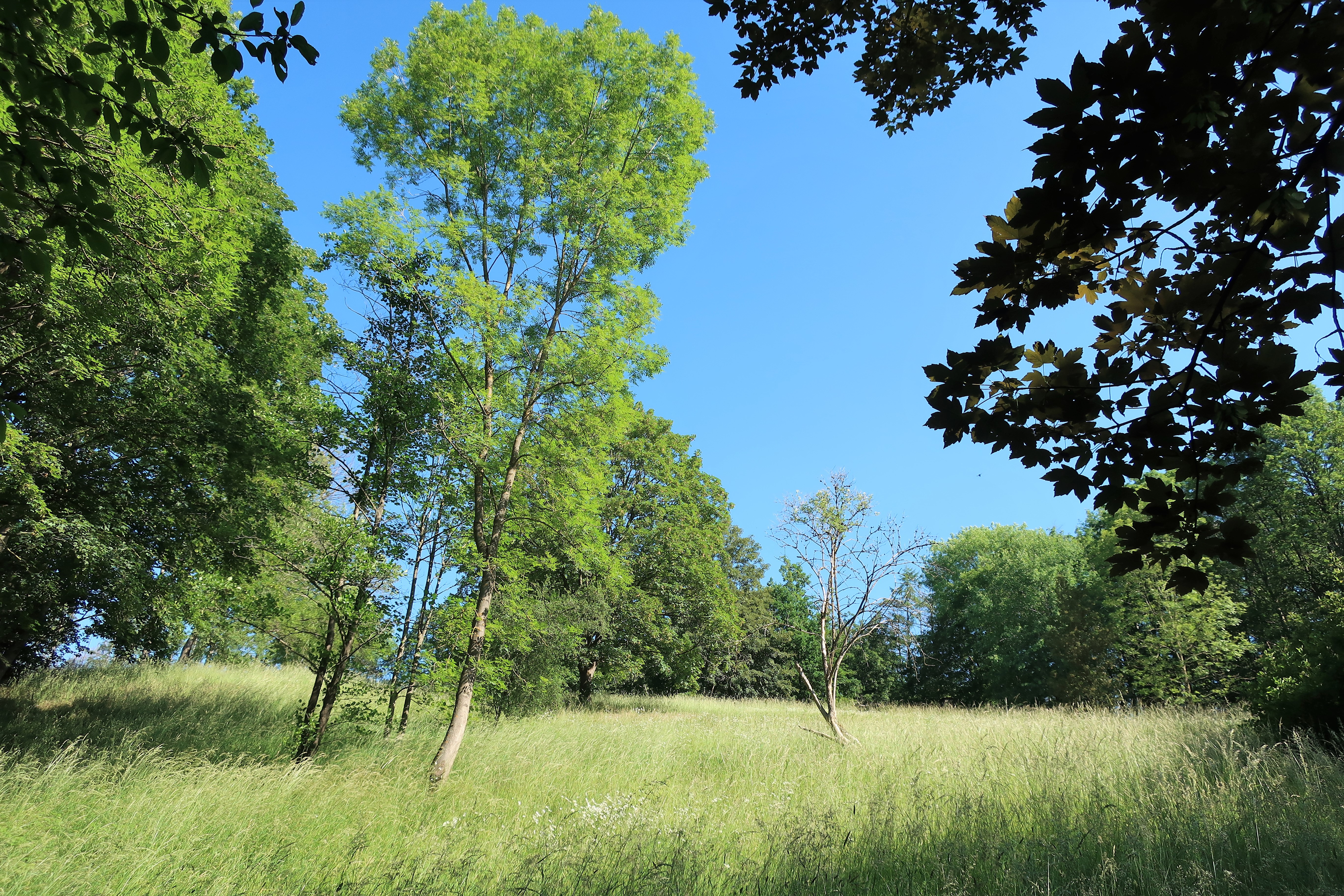
Geschützter Landschaftsbestandteil Kleingewässer Tiefendorfer Straße

Der Geschützte Landschaftsbestandteil Kleingewässer Tiefendorfer Straße mit einer Flächengröße von 0,53 ha liegt zwischen Berchum und Tiefendorf nördlich der Tiefendorfer Straße auf dem Gebiet der kreisfreien Stadt Hagen in Nordrhein-Westfalen. Der LB wurde 1994 mit dem Landschaftsplan der Stadt Hagen vom Stadtrat von Hagen ausgewiesen.

## Beschreibung
Beschreibung im Landschaftsplan: „Es handelt sich um eine Hangwiese mit zwei Kleingewässern.“

## Schutzzweck
Laut Landschaftsplan erfolgte die Ausweisung „zur Sicherung der Leistungsfähigkeit des Naturhaushalts durch Erhalt eines Lebensraumes, insbesondere für zahlreiche Amphibienarten und der charakteristischen Pflanzenarten der Kleingewässer einschließlich deren Uferzonen sowie der Biotopvielfalt am Waldrand.“